# Keratosphaera multiseptata
Keratosphaera multiseptata är en svampart som beskrevs av Flakus & Lücking 2008. Keratosphaera multiseptata ingår i släktet Keratosphaera, klassen Dothideomycetes, divisionen sporsäcksvampar och riket svampar.   Inga underarter finns listade i Catalogue of Life.